# Desmia ctenuchalis
Desmia ctenuchalis is een vlinder uit de familie van de grasmotten (Crambidae). De wetenschappelijke naam van deze soort is voor het eerst voorgesteld als Phyganodes ctenuchalis door Paul Dognin in een publicatie uit 1907.
De soort komt voor in Peru.